# Yang Xiaobo
Yang Xiaobo (chiń. 杨晓波; pinyin Yáng Xiǎobō; ur. styczeń 1963 w Tianmen, zm. styczeń 2020) – chiński inżynier strukturalny, polityk i dyrektor wykonawczy ds. ubezpieczeń. Był prezesem Central South Architectural Design Institute (2003–2007), burmistrzem Huangshi (2009–2014), delegatem na XI Ogólnochińskie Zgromadzenie Przedstawicieli Ludowych (2013–2018). Zmarł na COVID-19.

## Młodość i edukacja
Yang urodził się w styczniu 1963 roku w Tianmen w prowincji Hubei. W 1981 rozpoczął studia na Uniwersytecie Jiaotong w Pekinie na kierunku inżynieria. Po uzyskaniu tytułu licencjata we wrześniu 1985, kontynuował studia magisterskie na Uniwersytecie w Tiencinie, a w czerwcu 1988 uzyskał tytuł magistra w dziedzinie inżynierii budowlanej. W maju 1988 roku wstąpił do Komunistycznej Partii Chin.

## Kariera
W czerwcu 1988 roku Yang został inżynierem w Instytucie Projektowania Architektonicznego Central South, gdzie pracował przy projektowaniu konstrukcyjnym budynków przemysłowych i mieszkalnych. Następnie uzyskał tytuł MBA na Uniwersytecie Ohio w USA. W kwietniu 2003 roku awansował na stanowisko prezesa Central South Architectural Design Institute, pracując do 2007 roku.
Yang wstąpił do rządu prowincji Hubei w kwietniu 2007, aby pełnił funkcję dyrektora Departamentu Budownictwa. Następnie od marca 2008 do stycznia 2009 studiował w Centralnej Szkole Partyjnej Komunistycznej Partii Chin, a w lutym 2009 został burmistrzem Huangshi, miasta na poziomie prefektury na wschód od Wuhan. Jednocześnie pełnił funkcję zastępcy sekretarza partii Huangshi. Był członkiem 10. Komitetu Prowincjonalnego Hubei Komunistycznej Partii Chin oraz delegatem na XII Ogólnochińskie Zgromadzenie Przedstawicieli Ludowych (2013–2018).
W grudniu 2014 roku Yang został mianowany prezesem Changjiang Property Insurance Company Ltd., spółki założonej w 2011 przez China Guodian Corporation wraz z kilkoma przedsiębiorstwami państwowymi kontrolowany przez rząd prowincji Hubei. Jego siedziba mieściła się w Wuhan. Pod jego kierownictwem spółka podpisała umowy o strategicznej współpracy z wieloma samorządami w Hubei, ale otrzymała również wiele upomnień z China Banking and Insurance Regulatory Commission za naruszenie przepisów branżowych. W marcu 2019 roku ukarano ją grzywną w wysokości 100 tysięcy renminbi za powoływanie na najwyższe stanowiska kierownicze osób nieposiadających kwalifikacji zawodowych.

## Śmierć
28 stycznia 2020 chińskie media doniosły, że Yang Xiaobo zmarł na ciężkie zapalenie płuc w wieku 57 lat. Był jedną ze 100 osób, które do tego czasu zmarły podczas wybuchu epidemii koronawirusa w Hubei.